# فيليكس برنارد
فيليكس برنارد (بالإنجليزية: Felix Bernard)‏ هو عازف بيانو وكاتب أغاني وملحن أمريكي، ولد في 28 أبريل 1897 في نيويورك في الولايات المتحدة، وتوفي في 20 أكتوبر 1944 في لوس أنجلوس في الولايات المتحدة.

## وصلات خارجية
- فيليكس برنارد على موقع IMDb (الإنجليزية)
- فيليكس برنارد على موقع ميوزك برينز (الإنجليزية)
- فيليكس برنارد على موقع ديسكوغز (الإنجليزية)
- فيليكس برنارد على موقع قاعدة بيانات الفيلم (الإنجليزية)